# Juanpa Zurita
Juan Pablo Martínez-Zurita Arellano (Cidade do México, 29 de março de 1996) ou mais conhecido como Juan Pablo Zurita ou Juanpa Zurita, é uma personalidade influente da internet, vlogger, ator e modelo mexicano.
Converteu-se numa celebridade de internet em 2013 através de videos de comédia no aplicativo Vine que publicava ele mesmo. Mais tarde, diversificou suas atividades publicando vlogs e vídeos de entretenimento na plataforma do YouTube. Também com a criação de diversas campanhas em favor da ajuda humanitária e com o salto em 2016 para uma carreira como modelo para diferentes assinaturas de moda como Pull and Bear, Louis Vuitton, Dolce & Gabbana ou Calvin Klein.
Em 2015, foi eleito pela primeira vez como ícone do ano pela MTV Latinoamérica, a partir de então tem sido uma das figura da corrente, apresentando os prêmios dois anos depois, em 2017. Na atualidade, também é conhecido por ser ator secundário em curta-metragens, e desde 2018, por interpretar um papel da série Luis Miguel.
No ano de 2017 entrou na lista dos Forbes 30 menores de 30, e em setembro do mesmo ano foi premiado na categoria internacional dos Prêmios Streamy.

## Carreira profissional
Zurita começou sua carreira como criador de conteúdo em sua conta de Vine, a qual atraiu a seguidores de todo mundo. Nela realizava contido tanto em espanhol como em inglês. Quando o aplicativo de Vine fechou em 2017, tinha mais de 1.8 milhões de seguidores, de modo que derivou seu perfil para sua conta de Instagram, onde conta com mais de 17.8 milhões de seguidores; e criando um canal em YouTube, onde seus conteúdos são quase exclusivamente em espanhol.
Como resultado de sua popularidade em internet, deu o salto ao mundo da moda, onde começou como modelo no ano 2016, sendo a imagem frequente da assinatura Pull&Bear em seus eventos, como modelo e como artista convidado nas aberturas das novas sedes da marca de Inditex ou no lançamento de novas colecções de roupa masculina. Posteriormente, em outubro desse mesmo ano, seria fotografado para promover Calvin Klein em México. Em 2017 colaborou no desfile de moda de Paris com Louis Vuitton e desfilou pára Dolce & Gabbana na passarela da Fashion Week de Milão e nesse mesmo ano apareceu na capa de GQ Itália (julho-agosto de 2017) com Luka Sabbat, Austin Mahone e Rafferty Law.
Em maio do 2017 a multinacional de entretenimento Netflix anunciou que realizaria uma série sobre a vida de Luis Miguel, nela, Juanpa Zurita seria um dos actores da partilha, encarnando a Alex, o irmão do cantor.
Foi eleito para apresentar a 5ª cerimónia de entrega de prêmios MTV Millennial Awards o 3 de junho de 2017, junto com Lele Pons, no Palácio dos Desportos da Cidade de México. A cerimónia, foi organizada e transmitida por MTV Latin America, nela, Zurita foi  eleito como Ícone do Ano.
Durante o 2017 tem sido convidado a diferentes conferências em diferentes lugares, como Boston, a Universidade de Oxford ou a Universidade de Harvard. Nesse mesmo ano foi anunciado que entrava na lista Forbes 30 menores de 30. No ano 2018 foi um dos convidados ao Foro Económico Mundial.
Em março de 2018 converteu-se num dos sócio da marca mexicana de moda alternativa Acapella e chegou a um acordo com a assinatura de acessórios espanhola Hawkers.
De acordo com alguns meios de comunicação, Juan Pablo Zurita supera ou está cerca do milhão de dólares anuais.

## Outras actividades
Em março de 2017 Zurita criou um grupo de ajuda humanitária e junto com Chakabars, Jérôme Jarre, Casey Neistat e Ben Staller, levaram a cabo uma campanha contra a fome em Somalia. O movimento, chamado Love Army For Somalia, arrecadou mais de 2 milhões de dólares. Em maio desse mesmo ano, Juan Pablo Zurita viajou até Somalia num avião prestado por Turkish Airlines, para distribuir os alimentos comprados com o dinheiro arrecadado por Love Army às famílias somalíes.
Também levou a cabo uma acção humanitária similar em setembro de 2017 telefonema Love Army Mexico para ajudar às vítimas do terramoto que golpeou México, principalmente no estado de Chiapas. Neste caso voltou a contar com o apoio de Ben Stiller.

## Filmografía
| Ano  | Título                       | Papel                       | Formato            |
| ---- | ---------------------------- | --------------------------- | ------------------ |
| 2018 | Luis Miguel                  | Alex (irmão de Luis Miguel) | Série              |
| 2018 | Airplane Mode                | Ele mesmo                   | Filme              |
| 2017 | Alexander IRL                | Gurú de Festa               | Filme              |
| 2017 | Fight of the Living Dead     | Ele mesmo                   | Série de Televisão |
| 2017 | Anitta & J Balvin - Downtown | Ele mesmo                   | Videoclip          |
| 2017 | Next Top Model               | Juanpa                      | Cortometraje       |
| 2016 | O último chisme de Derbez    | Ele mesmo                   | Cortometraje       |
| 2016 | My Big Fat Hispanic Family   | Juanpa                      | Cortometraje       |
| 2015 | Caminho de Estupidezes       | Ele mesmo                   | Série de Televisão |

## Nominaciones e prêmios
| Ano  | Prêmio                          | Categoria                                                     | Results  |
| ---- | ------------------------------- | ------------------------------------------------------------- | -------- |
| 2015 | MTV Millennial Awards           | Ícone Digital do ano                                          | Venceu   |
| 2015 | MTV Millennial Awards           | Viner do ano                                                  | Venceu   |
| 2015 | Eliot Awards                    | Viner do ano                                                  | Venceu   |
| 2016 | MTV Millennial Awards           | Ícone Digital do ano                                          | Indicado |
| 2016 | MTV Millennial Awards           | Snapchatter Mexicano do Ano                                   | Venceu   |
| 2016 | MTV Millennial Awards           | Melhor actuação em App                                        | Venceu   |
| 2016 | Eliot Awards                    | influencer do ano                                             | Venceu   |
| 2016 | Prêmios Juventude               | Meu Artista Tropical                                          | Indicado |
| 2016 | Melty Future Awards             | Cool is everywhere México                                     | Venceu   |
| 2016 | Prêmios da revista GQ           | Homem do Ano (Digital)                                        | Venceu   |
| 2017 | MTV Millennial Awards           | Ícone Digital do ano                                          | Venceu   |
| 2017 | MTV Millennial Awards           | Melhor colaboração em YouTube com Lele Pons e Anwar Jibawi    | Indicado |
| 2017 | MTV Millennial Awards           | Melhor colaboração em YouTube com Julián Serrano e Mario Ruiz | Indicado |
| 2017 | MTV Millennial Awards           | Instagrammer Mexicano do ano                                  | Indicado |
| 2017 | Nickelodeon Kids' Choice Awards | Estrela Latina Favorita                                       | Indicado |
| 2017 | Prêmio Streamy                  | Internacional                                                 | Venceu   |
| 2018 | Shorty Awards                   | Estrela de Youtube                                            | Indicado |

## Obras
- Zurita (2016). Zurita. El estúpido libro. [S.l.: s.n.] ISBN 6070732944 México: Planeta México.